# Maurice Barraud

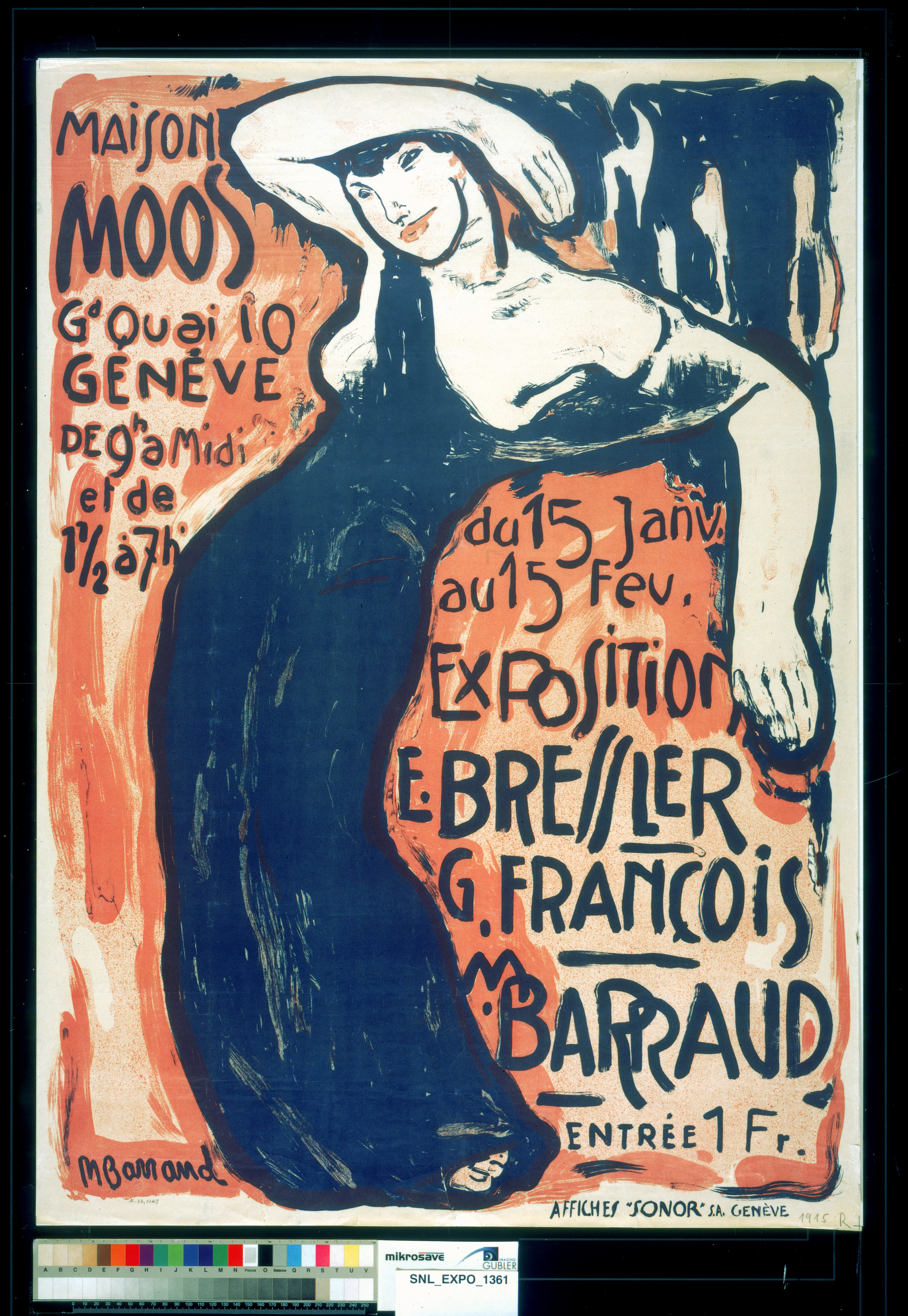
Von Barraud geschaffenes Poster für eine Gemeinschaftsausstellung mehrerer Künstler, etwa 1915

Maurice Barraud (* 20. Februar 1889 in Genf; † 11. November 1954 ebenda) war ein Schweizer Maler.

## Werdegang
Barraud wurde 1889 als Sohn eines Kellners geboren. Der Vater starb früh. Barraud verliess die Schule im Alter von 14 Jahren und absolvierte eine Lehre als Grafiker. Gleichzeitig besuchte er die École des Beaux-Arts in Genf. Dort lernte er bei Pierre Pignolat und James Vibert. Nach dem Ende der Lehre arbeitete er noch zwei weitere Jahre im grafischen Atelier seines Lehrherrn und machte sich dann mit seinem Bruder François Barraud selbstständig. 1914 gründeten die beiden mit Hans Berger, Emile Bressler und Gustave Buchet die Gruppe Le Falot. Im gleichen Jahr erhielt er ein Stipendium der Stadt Genf und durfte nach England reisen.
In den 1920er Jahren war Barraud viel auf Reisen. Die Sommer verbrachte er in Buchillon bei Morges am Genfersee. Er reiste mehrmals nach Paris und Spanien, besuchte Italien und reiste durch Nordafrika. Das Licht im Süden faszinierte ihn so sehr, dass er 1938 ein Bauernhaus in Cassis-sur-Mer erwarb und fortan zwischen Genf und der Côte d’Azur pendelte. Während sich viele Schweizer Künstler dieser Zeit an Ferdinand Hodler orientierten, bewunderte Baurraud vor allem Henri Matisse, Pierre Bonnard und Paul Cézanne und eiferte ihnen mit einem expressionistischen, farbfrohen Stil nach. Bei Reisen durch Italien hatte er in Rom Raffaels Werke gesehen und liess sich von diesen insbesondere bei seinen kirchlichen Auftragsmalereien inspirieren. 1929 erhielt er den Auftrag für ein Wandgemälde im Bahnhof Luzern. Vor allem Landschafts- und Aktbilder brachten ihm grossen Erfolg ein, aber auch seine Frauenporträts waren begehrt.
Neben der Malerei arbeitete Barraud auch stets mit grafischen Verfahren, insbesondere Lithografie und Kaltnadelradierung. So fertigte er zahlreiche Buchillustrationen an. 
1937 wurden in der Nazi-Aktion „Entartete Kunst“ aus der Städtischen Bildergalerie Wuppertal-Elberfeld ein Pastell Barrauds (ein Halbakt, 57,5 × 47,8 cm) beschlagnahmt und über die Luzerner Galerie Fischer 1939 für 820 SFr versteigert. Die aus der Städtischen Kunsthalle Mannheim ebenfalls beschlagnahmte Lithografie Femme à l'eventail ging an den Kunsthändler Karl Buchholz. Ihr Verbleib ist ungeklärt.

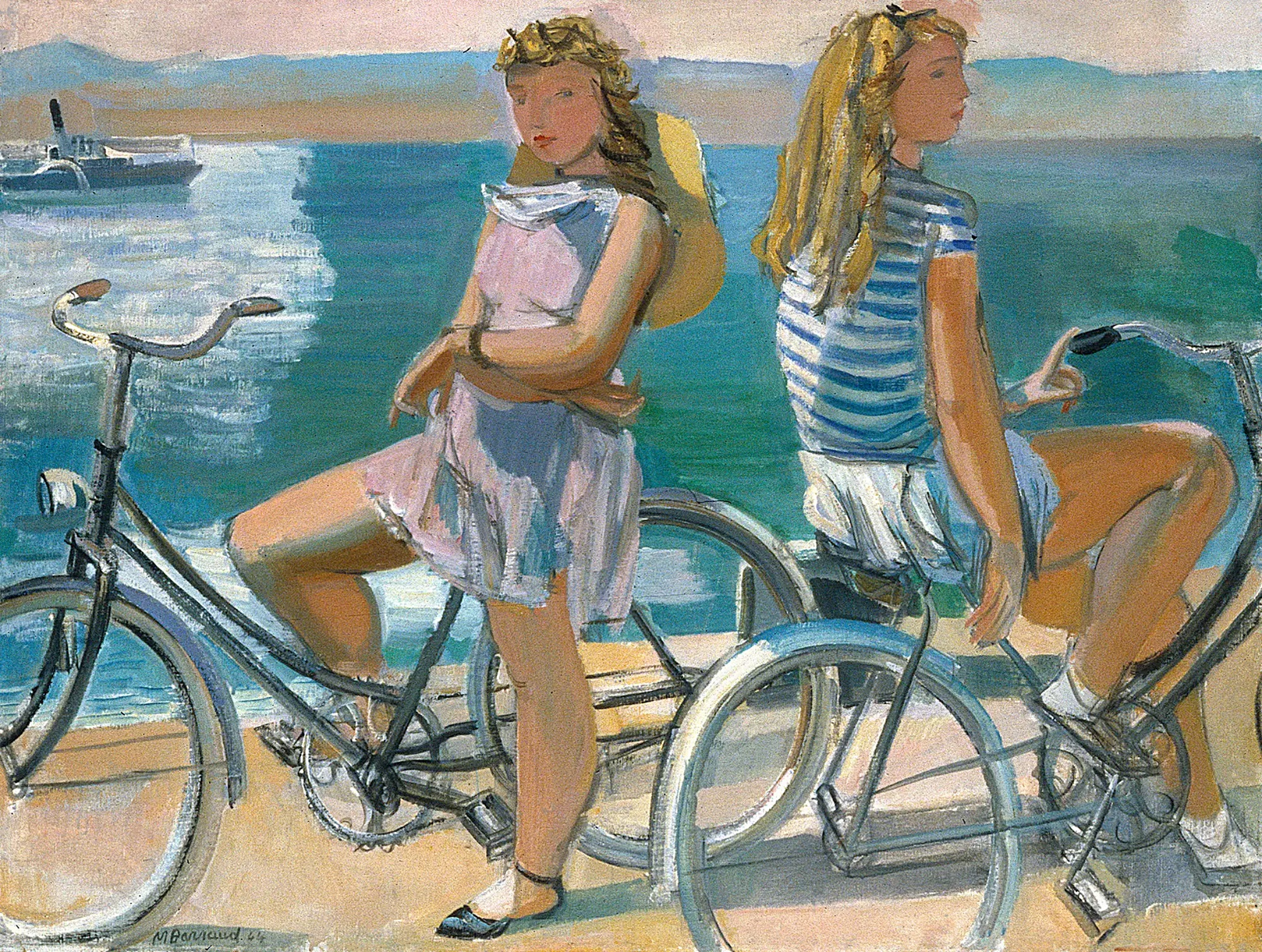
Abfahrt, 1944, Kunstmuseum Solothurn
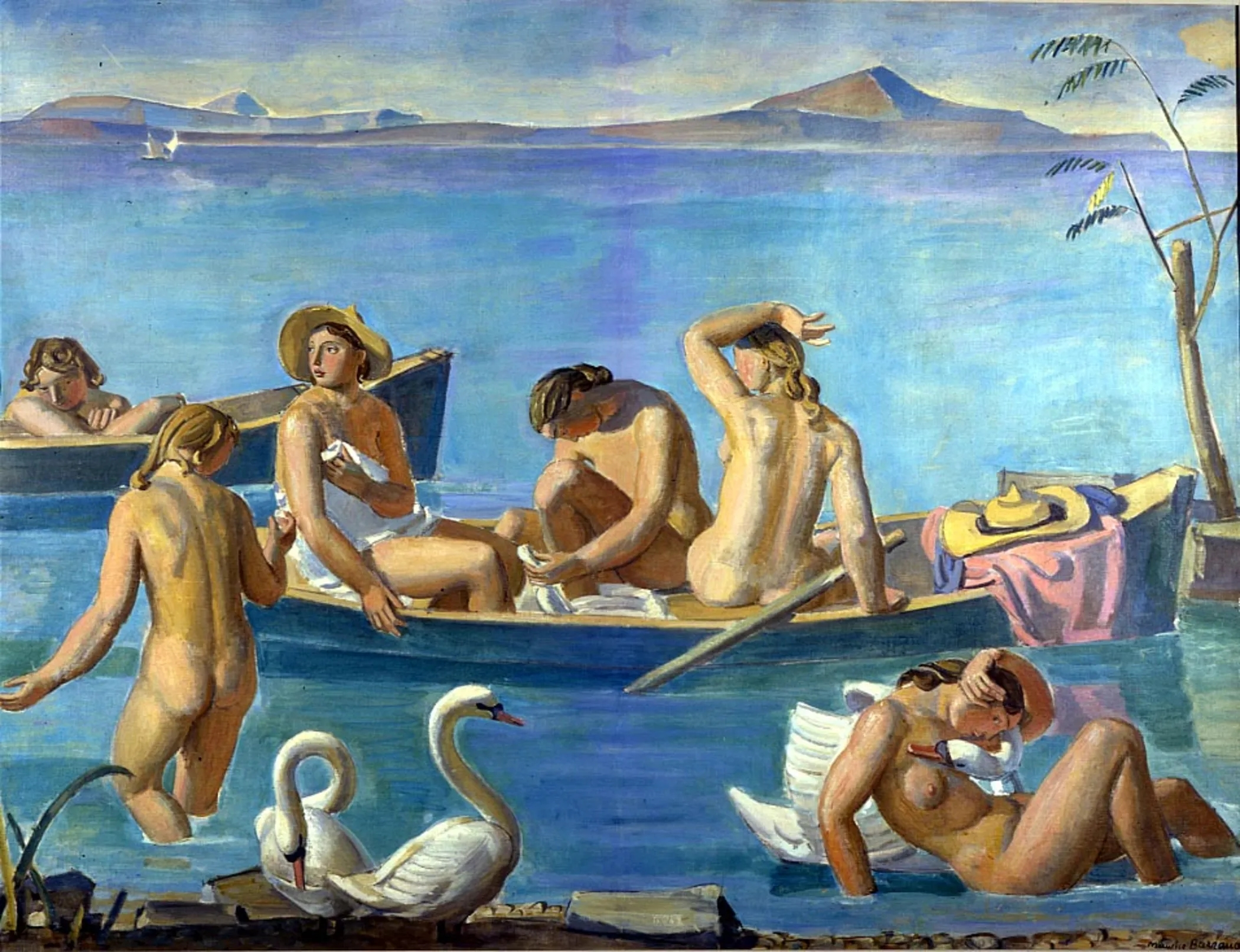
Badende Frauen und Schwäne, um 1945, Kunstmuseum Solothurn
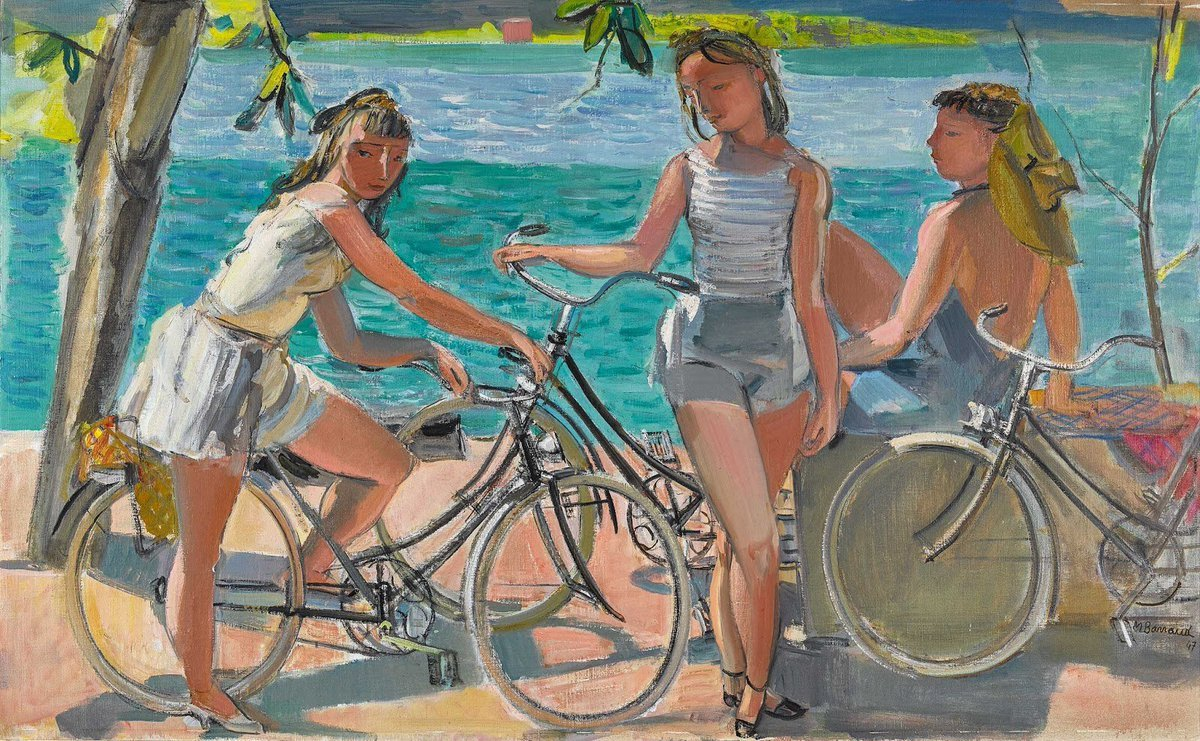
Drei Mädchen mit Fahrrädern, 1947, Privatbesitz
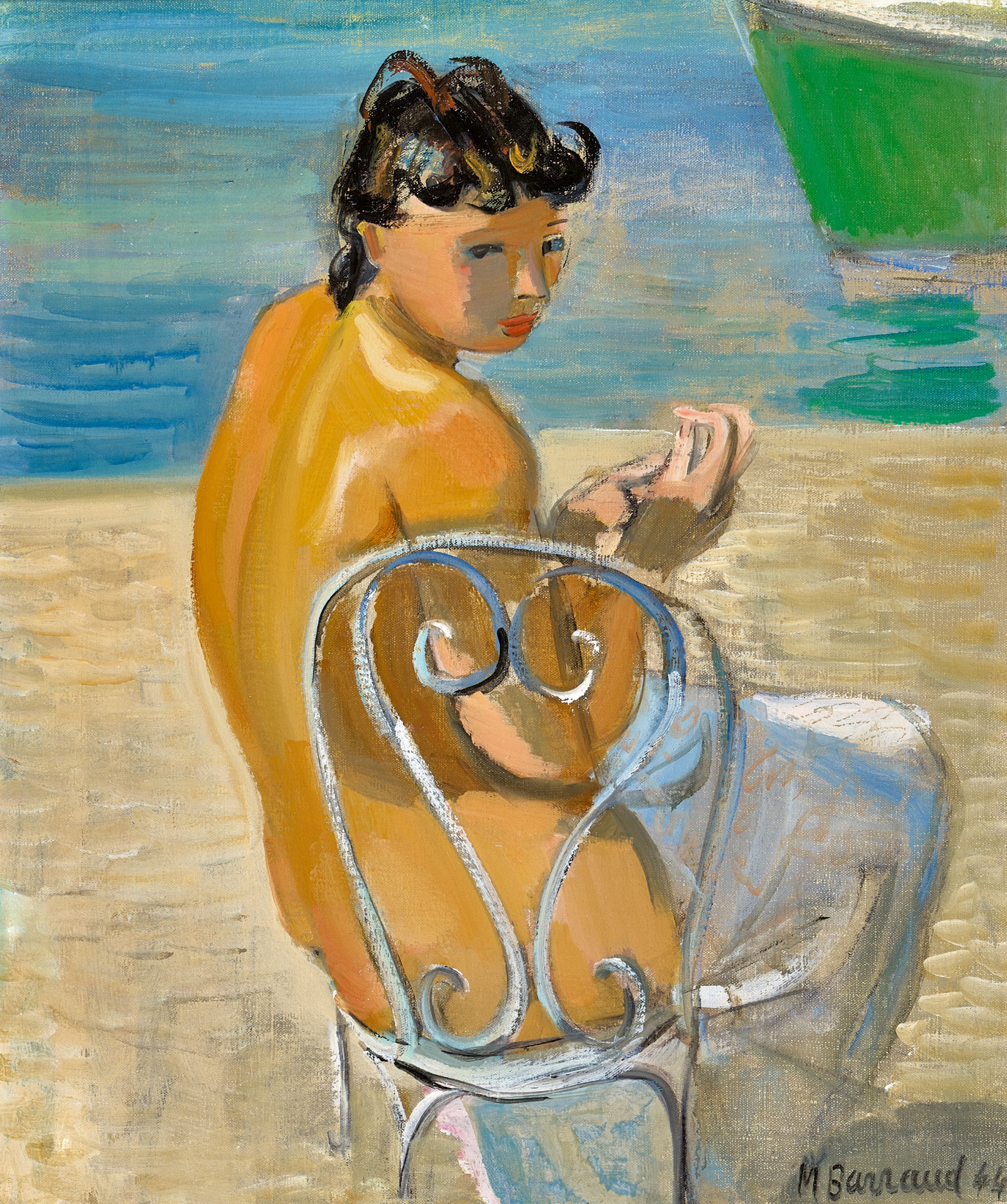
Après le bain, 1947, Privatbesitz
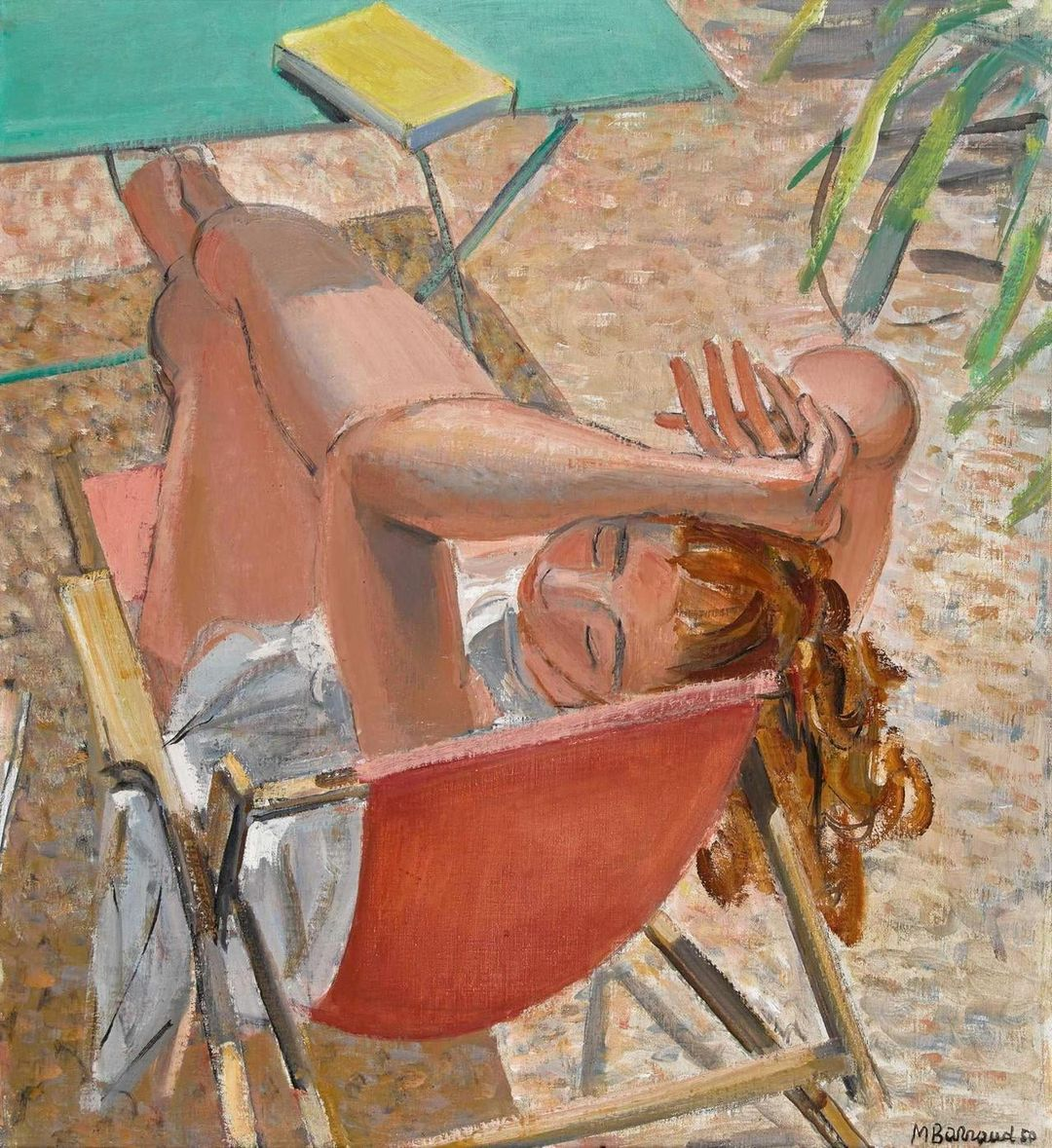
Sieste, 1950
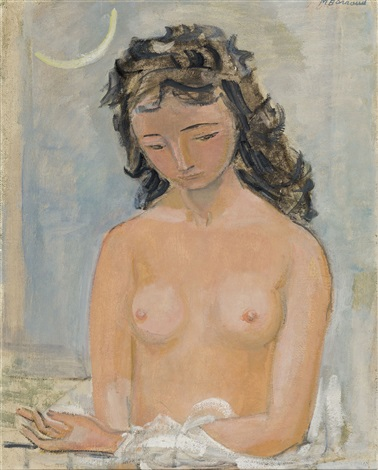
Lune, Privatbesitz
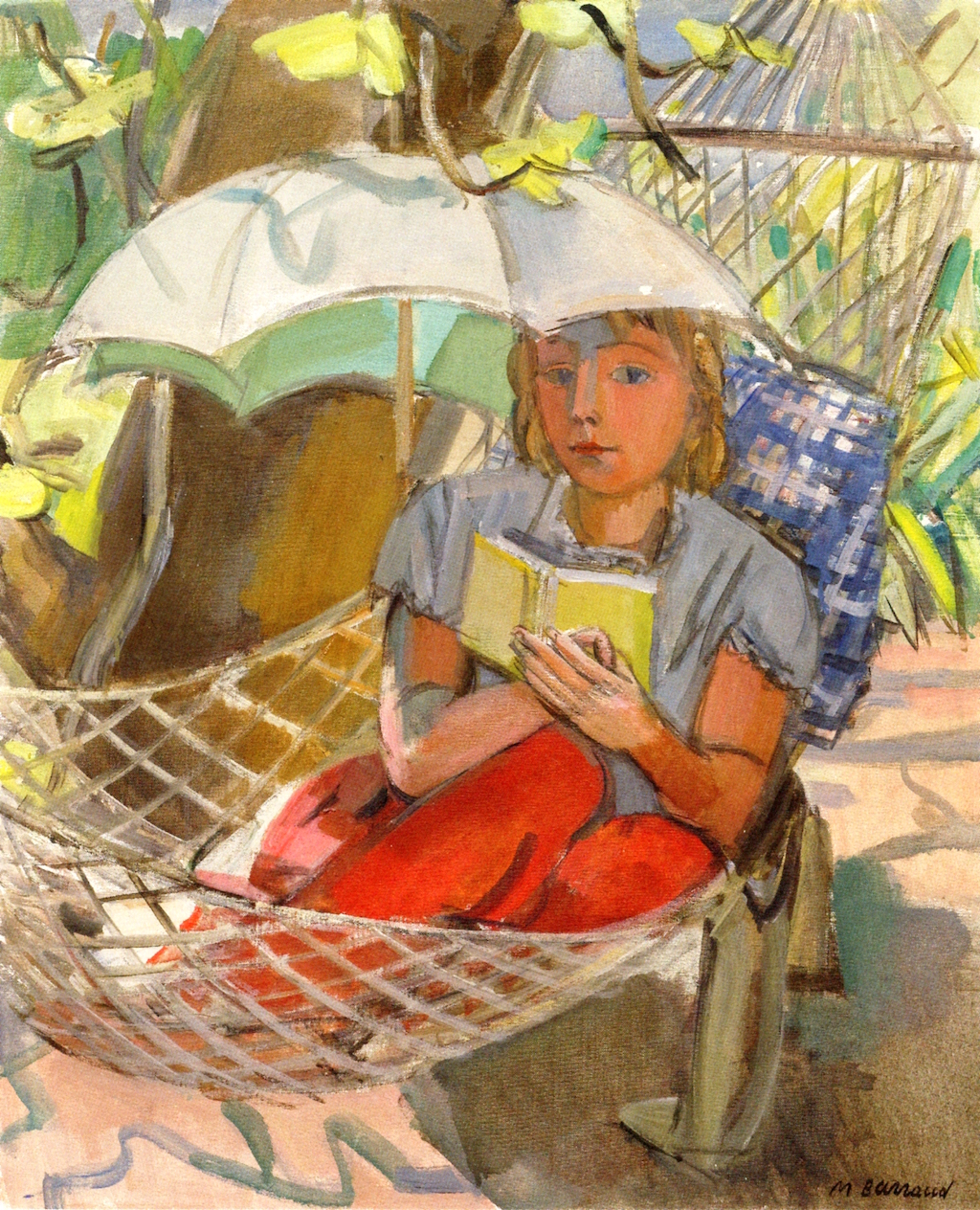
Lesende Frau im Garten